# Комишниця стиснута
{{#ifeq:0|0|{{#if:|{{#if:Blysmuscompressus|[[]}}|}}}}
Комишниця стиснута, блісмус стиснутий (Blysmus compressus) – вид рослин родини осокові (Cyperaceae). Етимологія: лат. compressus — «стиснутий».

## Опис
Багаторічник 15–40 см. Рослина з повзучим кореневищем. Стебла тонкі, сплюснуті, покриті листям. Листки 1–3(5) мм шириною, внизу килеваті. Приквітковий листок суцвіття шилоподібний. Суцвіття у вигляді складного колоса, який складається з 2-рядно розташованих малоквіткових колосків. Колоскові лусочки коричневі, подовжені, гострі, без виїмки на верхівці. Приквіткових щетинок 3–6. Тичинок 3. Рилець 2. Горішок сплюснутий, бурий, близько 2 мм довжиною.

## Поширення

### Загалом
Європа (Білорусь, Естонія, Латвія, Литва, Молдова, Україна, Австрія, Бельгія, Чехія, Німеччина, Угорщина, Нідерланди, Польща, Словаччина, Швейцарія, Данія, Фінляндія, Норвегія, Швеція, Велика Британія, Албанія, Боснія і Герцеговина, Болгарія, Хорватія, Греція, Італія, Чорногорія, Румунія, Сербія, Словенія, Франція), Північна Африка (Марокко), Азія (Вірменія, Азербайджан, Російська Федерація, Китай — Синьцзян, Казахстан, Киргизстан, Таджикистан, Туркменістан, Узбекистан, Монголія, Афганістан, Іран, Ірак, Ліван, Туреччина, Бутан, Індія, Непал, Пакистан). 

### В Україні
Зростає на вологих луках — майже по всій Україні; досить часто в Поліссі та Лісостепу, рідко в Степу та гірському Криму.

## Галерея

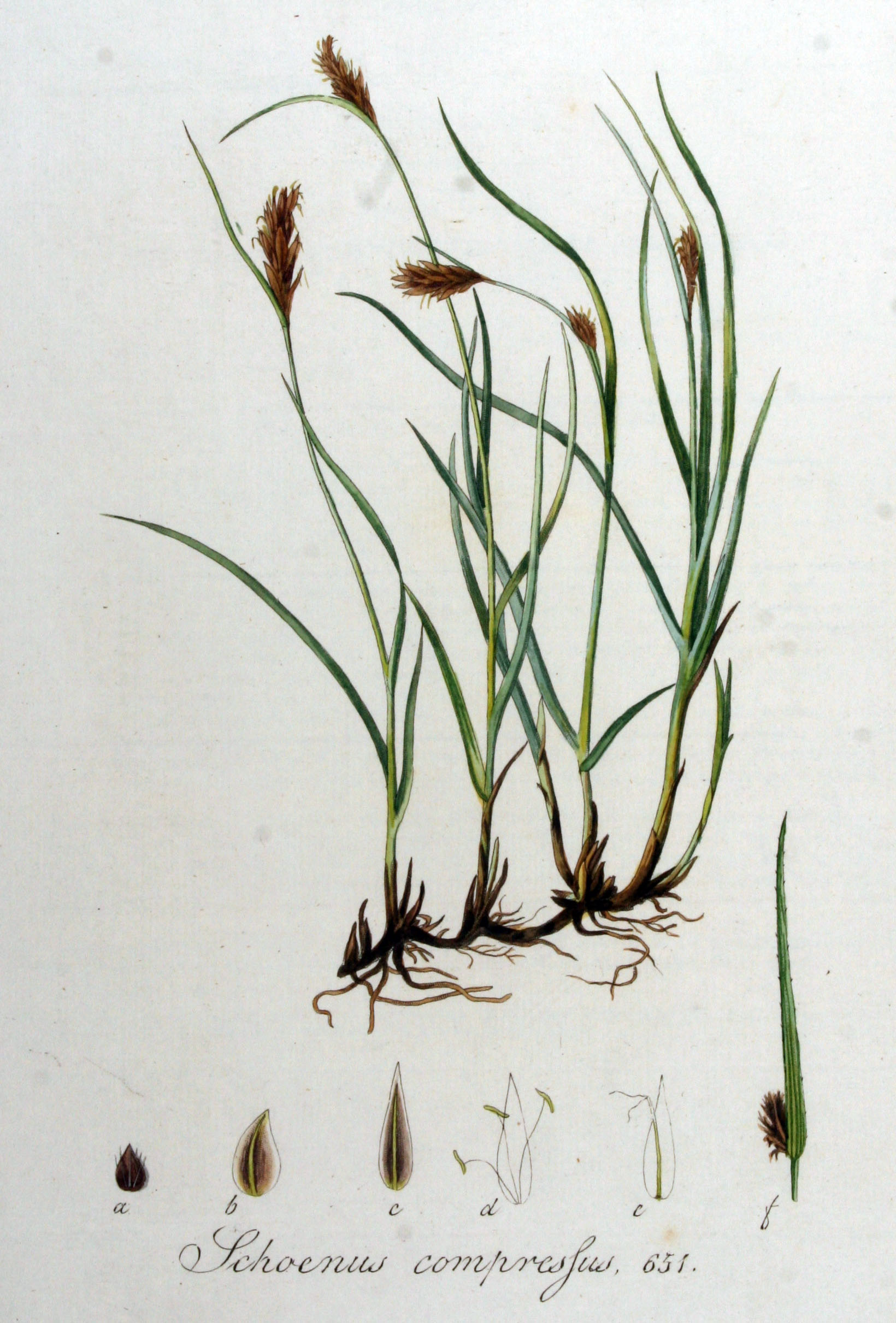
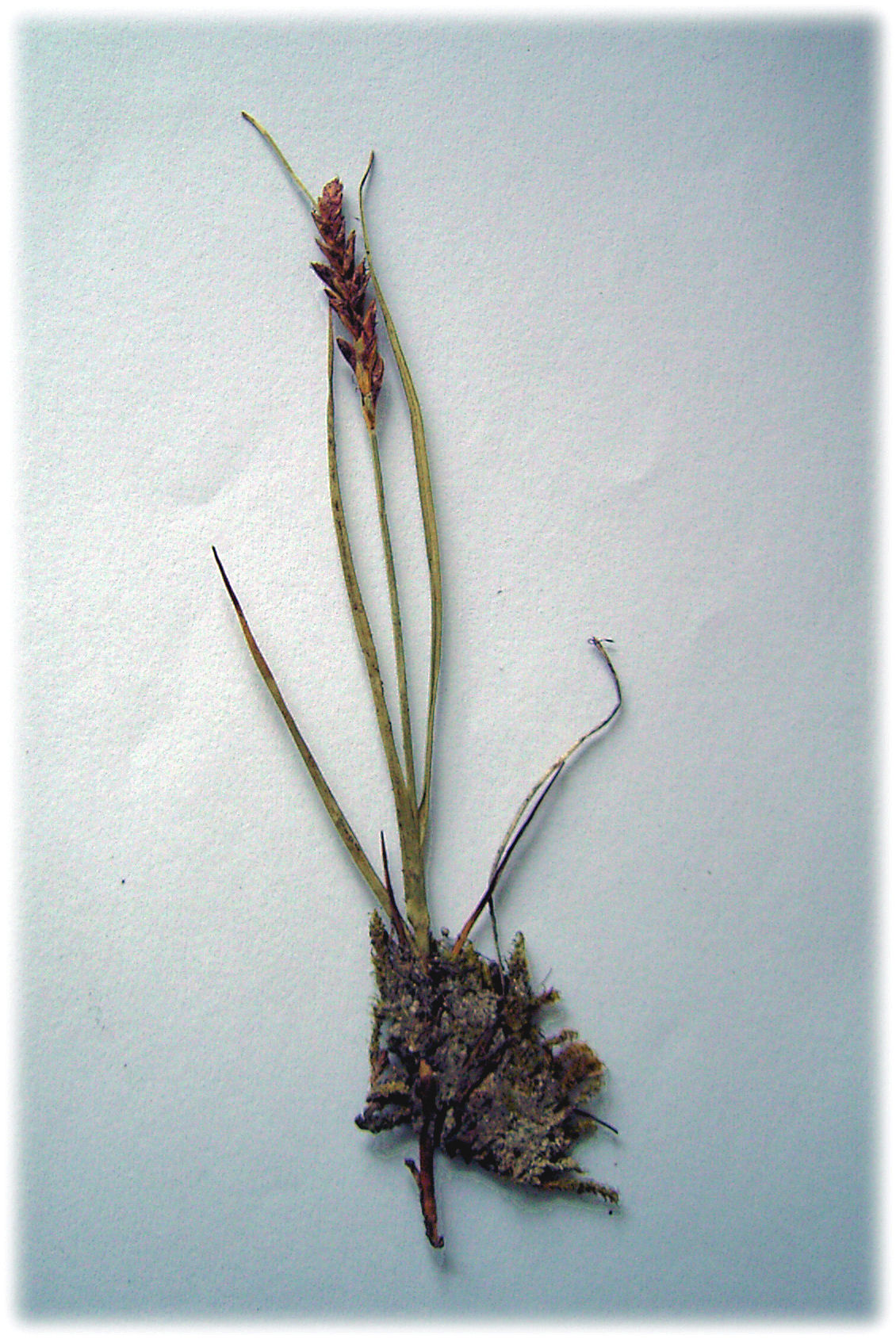